# 1595
Portal Geschichte | Portal Biografien | Aktuelle Ereignisse | Jahreskalender | Tagesartikel

◄ |
15. Jahrhundert |
16. Jahrhundert
| 17. Jahrhundert | ►

◄ |
1560er |
1570er |
1580er |
1590er
| 1600er | 1610er | 1620er | ►

◄◄ |
◄ |
1591 |
1592 |
1593 |
1594 |
1595
| 1596 | 1597 | 1598 | 1599 | ► | ►►
Staatsoberhäupter  · Nekrolog   · Musikjahr
| Januar | Januar | Januar | Januar | Januar | Januar | Januar | Januar |
| Kw     | Mo     | Di     | Mi     | Do     | Fr     | Sa     | So     |
| ------ | ------ | ------ | ------ | ------ | ------ | ------ | ------ |
| 52     |        |        |        |        |        |        | 1      |
| 1      | 2      | 3      | 4      | 5      | 6      | 7      | 8      |
| 2      | 9      | 10     | 11     | 12     | 13     | 14     | 15     |
| 3      | 16     | 17     | 18     | 19     | 20     | 21     | 22     |
| 4      | 23     | 24     | 25     | 26     | 27     | 28     | 29     |
| 5      | 30     | 31     |        |        |        |        |        |

| Februar | Februar | Februar | Februar | Februar | Februar | Februar | Februar |
| Kw      | Mo      | Di      | Mi      | Do      | Fr      | Sa      | So      |
| ------- | ------- | ------- | ------- | ------- | ------- | ------- | ------- |
| 5       |         |         | 1       | 2       | 3       | 4       | 5       |
| 6       | 6       | 7       | 8       | 9       | 10      | 11      | 12      |
| 7       | 13      | 14      | 15      | 16      | 17      | 18      | 19      |
| 8       | 20      | 21      | 22      | 23      | 24      | 25      | 26      |
| 9       | 27      | 28      |         |         |         |         |         |

| März | März | März | März | März | März | März | März |
| Kw   | Mo   | Di   | Mi   | Do   | Fr   | Sa   | So   |
| ---- | ---- | ---- | ---- | ---- | ---- | ---- | ---- |
| 9    |      |      | 1    | 2    | 3    | 4    | 5    |
| 10   | 6    | 7    | 8    | 9    | 10   | 11   | 12   |
| 11   | 13   | 14   | 15   | 16   | 17   | 18   | 19   |
| 12   | 20   | 21   | 22   | 23   | 24   | 25   | 26   |
| 13   | 27   | 28   | 29   | 30   | 31   |      |      |

| April | April | April | April | April | April | April | April |
| Kw    | Mo    | Di    | Mi    | Do    | Fr    | Sa    | So    |
| ----- | ----- | ----- | ----- | ----- | ----- | ----- | ----- |
| 13    |       |       |       |       |       | 1     | 2     |
| 14    | 3     | 4     | 5     | 6     | 7     | 8     | 9     |
| 15    | 10    | 11    | 12    | 13    | 14    | 15    | 16    |
| 16    | 17    | 18    | 19    | 20    | 21    | 22    | 23    |
| 17    | 24    | 25    | 26    | 27    | 28    | 29    | 30    |

| Mai | Mai | Mai | Mai | Mai | Mai | Mai | Mai |
| Kw  | Mo  | Di  | Mi  | Do  | Fr  | Sa  | So  |
| --- | --- | --- | --- | --- | --- | --- | --- |
| 18  | 1   | 2   | 3   | 4   | 5   | 6   | 7   |
| 19  | 8   | 9   | 10  | 11  | 12  | 13  | 14  |
| 20  | 15  | 16  | 17  | 18  | 19  | 20  | 21  |
| 21  | 22  | 23  | 24  | 25  | 26  | 27  | 28  |
| 22  | 29  | 30  | 31  |     |     |     |     |

| Juni | Juni | Juni | Juni | Juni | Juni | Juni | Juni |
| Kw   | Mo   | Di   | Mi   | Do   | Fr   | Sa   | So   |
| ---- | ---- | ---- | ---- | ---- | ---- | ---- | ---- |
| 22   |      |      |      | 1    | 2    | 3    | 4    |
| 23   | 5    | 6    | 7    | 8    | 9    | 10   | 11   |
| 24   | 12   | 13   | 14   | 15   | 16   | 17   | 18   |
| 25   | 19   | 20   | 21   | 22   | 23   | 24   | 25   |
| 26   | 26   | 27   | 28   | 29   | 30   |      |      |

| Juli | Juli | Juli | Juli | Juli | Juli | Juli | Juli |
| Kw   | Mo   | Di   | Mi   | Do   | Fr   | Sa   | So   |
| ---- | ---- | ---- | ---- | ---- | ---- | ---- | ---- |
| 26   |      |      |      |      |      | 1    | 2    |
| 27   | 3    | 4    | 5    | 6    | 7    | 8    | 9    |
| 28   | 10   | 11   | 12   | 13   | 14   | 15   | 16   |
| 29   | 17   | 18   | 19   | 20   | 21   | 22   | 23   |
| 30   | 24   | 25   | 26   | 27   | 28   | 29   | 30   |
| 31   | 31   |      |      |      |      |      |      |

| August | August | August | August | August | August | August | August |
| Kw     | Mo     | Di     | Mi     | Do     | Fr     | Sa     | So     |
| ------ | ------ | ------ | ------ | ------ | ------ | ------ | ------ |
| 31     |        | 1      | 2      | 3      | 4      | 5      | 6      |
| 32     | 7      | 8      | 9      | 10     | 11     | 12     | 13     |
| 33     | 14     | 15     | 16     | 17     | 18     | 19     | 20     |
| 34     | 21     | 22     | 23     | 24     | 25     | 26     | 27     |
| 35     | 28     | 29     | 30     | 31     |        |        |        |

| September | September | September | September | September | September | September | September |
| Kw        | Mo        | Di        | Mi        | Do        | Fr        | Sa        | So        |
| --------- | --------- | --------- | --------- | --------- | --------- | --------- | --------- |
| 35        |           |           |           |           | 1         | 2         | 3         |
| 36        | 4         | 5         | 6         | 7         | 8         | 9         | 10        |
| 37        | 11        | 12        | 13        | 14        | 15        | 16        | 17        |
| 38        | 18        | 19        | 20        | 21        | 22        | 23        | 24        |
| 39        | 25        | 26        | 27        | 28        | 29        | 30        |           |

| Oktober | Oktober | Oktober | Oktober | Oktober | Oktober | Oktober | Oktober |
| Kw      | Mo      | Di      | Mi      | Do      | Fr      | Sa      | So      |
| ------- | ------- | ------- | ------- | ------- | ------- | ------- | ------- |
| 39      |         |         |         |         |         |         | 1       |
| 40      | 2       | 3       | 4       | 5       | 6       | 7       | 8       |
| 41      | 9       | 10      | 11      | 12      | 13      | 14      | 15      |
| 42      | 16      | 17      | 18      | 19      | 20      | 21      | 22      |
| 43      | 23      | 24      | 25      | 26      | 27      | 28      | 29      |
| 44      | 30      | 31      |         |         |         |         |         |

| November | November | November | November | November | November | November | November |
| Kw       | Mo       | Di       | Mi       | Do       | Fr       | Sa       | So       |
| -------- | -------- | -------- | -------- | -------- | -------- | -------- | -------- |
| 44       |          |          | 1        | 2        | 3        | 4        | 5        |
| 45       | 6        | 7        | 8        | 9        | 10       | 11       | 12       |
| 46       | 13       | 14       | 15       | 16       | 17       | 18       | 19       |
| 47       | 20       | 21       | 22       | 23       | 24       | 25       | 26       |
| 48       | 27       | 28       | 29       | 30       |          |          |          |

| Dezember | Dezember | Dezember | Dezember | Dezember | Dezember | Dezember | Dezember |
| Kw       | Mo       | Di       | Mi       | Do       | Fr       | Sa       | So       |
| -------- | -------- | -------- | -------- | -------- | -------- | -------- | -------- |
| 48       |          |          |          |          | 1        | 2        | 3        |
| 49       | 4        | 5        | 6        | 7        | 8        | 9        | 10       |
| 50       | 11       | 12       | 13       | 14       | 15       | 16       | 17       |
| 51       | 18       | 19       | 20       | 21       | 22       | 23       | 24       |
| 52       | 25       | 26       | 27       | 28       | 29       | 30       | 31       |

| Januar | Januar | Januar | Januar | Januar | Januar | Januar | Januar |
| Kw     | Mo     | Di     | Mi     | Do     | Fr     | Sa     | So     |
| ------ | ------ | ------ | ------ | ------ | ------ | ------ | ------ |
| 52     |        |        |        |        |        |        | 1      |
| 1      | 2      | 3      | 4      | 5      | 6      | 7      | 8      |
| 2      | 9      | 10     | 11     | 12     | 13     | 14     | 15     |
| 3      | 16     | 17     | 18     | 19     | 20     | 21     | 22     |
| 4      | 23     | 24     | 25     | 26     | 27     | 28     | 29     |
| 5      | 30     | 31     |        |        |        |        |        |

| Februar | Februar | Februar | Februar | Februar | Februar | Februar | Februar |
| Kw      | Mo      | Di      | Mi      | Do      | Fr      | Sa      | So      |
| ------- | ------- | ------- | ------- | ------- | ------- | ------- | ------- |
| 5       |         |         | 1       | 2       | 3       | 4       | 5       |
| 6       | 6       | 7       | 8       | 9       | 10      | 11      | 12      |
| 7       | 13      | 14      | 15      | 16      | 17      | 18      | 19      |
| 8       | 20      | 21      | 22      | 23      | 24      | 25      | 26      |
| 9       | 27      | 28      |         |         |         |         |         |

| März | März | März | März | März | März | März | März |
| Kw   | Mo   | Di   | Mi   | Do   | Fr   | Sa   | So   |
| ---- | ---- | ---- | ---- | ---- | ---- | ---- | ---- |
| 9    |      |      | 1    | 2    | 3    | 4    | 5    |
| 10   | 6    | 7    | 8    | 9    | 10   | 11   | 12   |
| 11   | 13   | 14   | 15   | 16   | 17   | 18   | 19   |
| 12   | 20   | 21   | 22   | 23   | 24   | 25   | 26   |
| 13   | 27   | 28   | 29   | 30   | 31   |      |      |

| April | April | April | April | April | April | April | April |
| Kw    | Mo    | Di    | Mi    | Do    | Fr    | Sa    | So    |
| ----- | ----- | ----- | ----- | ----- | ----- | ----- | ----- |
| 13    |       |       |       |       |       | 1     | 2     |
| 14    | 3     | 4     | 5     | 6     | 7     | 8     | 9     |
| 15    | 10    | 11    | 12    | 13    | 14    | 15    | 16    |
| 16    | 17    | 18    | 19    | 20    | 21    | 22    | 23    |
| 17    | 24    | 25    | 26    | 27    | 28    | 29    | 30    |

| Mai | Mai | Mai | Mai | Mai | Mai | Mai | Mai |
| Kw  | Mo  | Di  | Mi  | Do  | Fr  | Sa  | So  |
| --- | --- | --- | --- | --- | --- | --- | --- |
| 18  | 1   | 2   | 3   | 4   | 5   | 6   | 7   |
| 19  | 8   | 9   | 10  | 11  | 12  | 13  | 14  |
| 20  | 15  | 16  | 17  | 18  | 19  | 20  | 21  |
| 21  | 22  | 23  | 24  | 25  | 26  | 27  | 28  |
| 22  | 29  | 30  | 31  |     |     |     |     |

| Juni | Juni | Juni | Juni | Juni | Juni | Juni | Juni |
| Kw   | Mo   | Di   | Mi   | Do   | Fr   | Sa   | So   |
| ---- | ---- | ---- | ---- | ---- | ---- | ---- | ---- |
| 22   |      |      |      | 1    | 2    | 3    | 4    |
| 23   | 5    | 6    | 7    | 8    | 9    | 10   | 11   |
| 24   | 12   | 13   | 14   | 15   | 16   | 17   | 18   |
| 25   | 19   | 20   | 21   | 22   | 23   | 24   | 25   |
| 26   | 26   | 27   | 28   | 29   | 30   |      |      |

| Juli | Juli | Juli | Juli | Juli | Juli | Juli | Juli |
| Kw   | Mo   | Di   | Mi   | Do   | Fr   | Sa   | So   |
| ---- | ---- | ---- | ---- | ---- | ---- | ---- | ---- |
| 26   |      |      |      |      |      | 1    | 2    |
| 27   | 3    | 4    | 5    | 6    | 7    | 8    | 9    |
| 28   | 10   | 11   | 12   | 13   | 14   | 15   | 16   |
| 29   | 17   | 18   | 19   | 20   | 21   | 22   | 23   |
| 30   | 24   | 25   | 26   | 27   | 28   | 29   | 30   |
| 31   | 31   |      |      |      |      |      |      |

| August | August | August | August | August | August | August | August |
| Kw     | Mo     | Di     | Mi     | Do     | Fr     | Sa     | So     |
| ------ | ------ | ------ | ------ | ------ | ------ | ------ | ------ |
| 31     |        | 1      | 2      | 3      | 4      | 5      | 6      |
| 32     | 7      | 8      | 9      | 10     | 11     | 12     | 13     |
| 33     | 14     | 15     | 16     | 17     | 18     | 19     | 20     |
| 34     | 21     | 22     | 23     | 24     | 25     | 26     | 27     |
| 35     | 28     | 29     | 30     | 31     |        |        |        |

| September | September | September | September | September | September | September | September |
| Kw        | Mo        | Di        | Mi        | Do        | Fr        | Sa        | So        |
| --------- | --------- | --------- | --------- | --------- | --------- | --------- | --------- |
| 35        |           |           |           |           | 1         | 2         | 3         |
| 36        | 4         | 5         | 6         | 7         | 8         | 9         | 10        |
| 37        | 11        | 12        | 13        | 14        | 15        | 16        | 17        |
| 38        | 18        | 19        | 20        | 21        | 22        | 23        | 24        |
| 39        | 25        | 26        | 27        | 28        | 29        | 30        |           |

| Oktober | Oktober | Oktober | Oktober | Oktober | Oktober | Oktober | Oktober |
| Kw      | Mo      | Di      | Mi      | Do      | Fr      | Sa      | So      |
| ------- | ------- | ------- | ------- | ------- | ------- | ------- | ------- |
| 39      |         |         |         |         |         |         | 1       |
| 40      | 2       | 3       | 4       | 5       | 6       | 7       | 8       |
| 41      | 9       | 10      | 11      | 12      | 13      | 14      | 15      |
| 42      | 16      | 17      | 18      | 19      | 20      | 21      | 22      |
| 43      | 23      | 24      | 25      | 26      | 27      | 28      | 29      |
| 44      | 30      | 31      |         |         |         |         |         |

| November | November | November | November | November | November | November | November |
| Kw       | Mo       | Di       | Mi       | Do       | Fr       | Sa       | So       |
| -------- | -------- | -------- | -------- | -------- | -------- | -------- | -------- |
| 44       |          |          | 1        | 2        | 3        | 4        | 5        |
| 45       | 6        | 7        | 8        | 9        | 10       | 11       | 12       |
| 46       | 13       | 14       | 15       | 16       | 17       | 18       | 19       |
| 47       | 20       | 21       | 22       | 23       | 24       | 25       | 26       |
| 48       | 27       | 28       | 29       | 30       |          |          |          |

| Dezember | Dezember | Dezember | Dezember | Dezember | Dezember | Dezember | Dezember |
| Kw       | Mo       | Di       | Mi       | Do       | Fr       | Sa       | So       |
| -------- | -------- | -------- | -------- | -------- | -------- | -------- | -------- |
| 48       |          |          |          |          | 1        | 2        | 3        |
| 49       | 4        | 5        | 6        | 7        | 8        | 9        | 10       |
| 50       | 11       | 12       | 13       | 14       | 15       | 16       | 17       |
| 51       | 18       | 19       | 20       | 21       | 22       | 23       | 24       |
| 52       | 25       | 26       | 27       | 28       | 29       | 30       | 31       |

## Ereignisse

### Politik und Weltgeschehen

#### Europa
- 18. März: Mit der Absetzung des von Graf Edzard II. von Ostfriesland eingesetzten Rates der Stadt beginnt die Emder Revolution, an deren Ende Emden mit dem Vertrag von Delfzijl am 15. Juli eine quasi-autonome Stadtrepublik wird. Edzard muss seine Residenz nach Aurich verlegen.

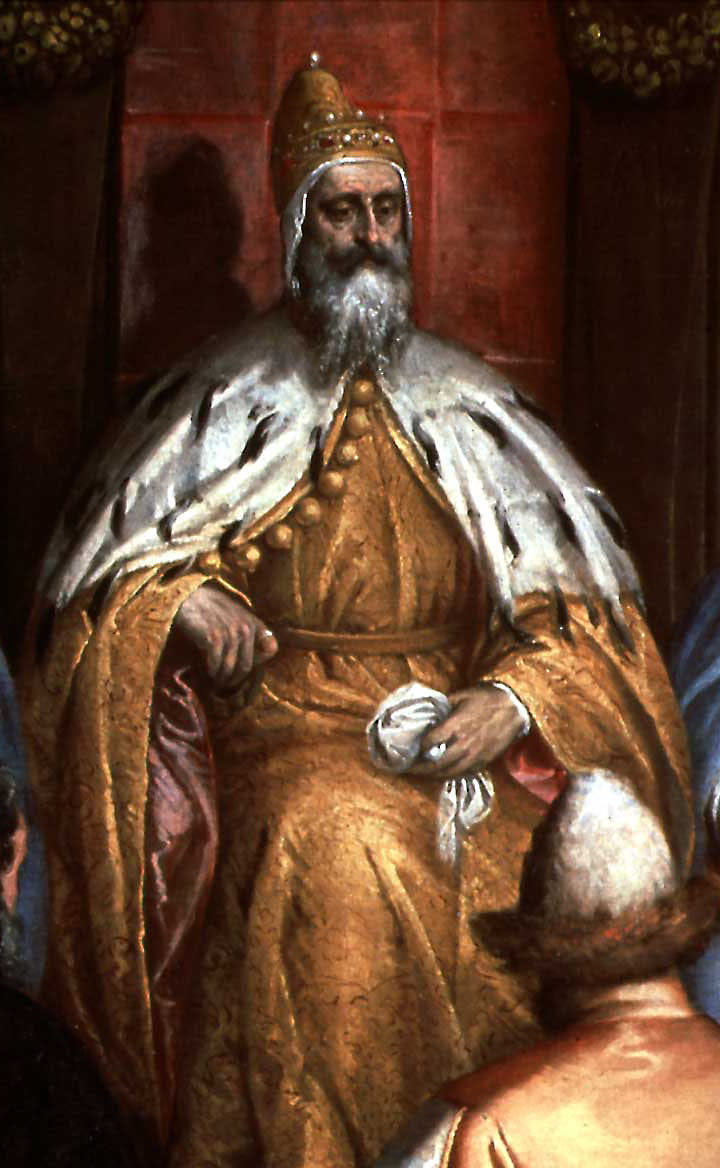
Marino Grimani

- 2. April: Pasquale Cicogna, 88. Doge von Venedig, stirbt. Die Wahl seines Nachfolgers benötigt 71 Wahlgänge und dauert 24 Tage. Am 26. April wird schließlich der 62-jährige Marino Grimani zum Dogen gewählt. Er wird mit den üblichen Zeremonien in sein Amt eingeführt und gewinnt Anhänger durch großzügige Geschenke.
- 18. Mai: Der Friede von Teusina zwischen Schweden und Russland beendet einen 25-jährigen Kriegszustand. Schwedisch-Finnland erhält einen Zugang zum Eismeer durch die Ostverlagerung der Landesgrenze. Russland erkennt den schwedischen Besitz Estlands und Narwas an, gewinnt aber mit Jam, Koporje und Iwangorod wichtige Positionen am Finnischen Meerbusen zurück, ebenso auf der karelischen Landenge (Kexholm).
- 27. Mai: In der Schlacht von Clontibret unterliegen im Neunjähriger Krieg erstmals die königlich-englischen Truppen Elisabeth I. den irischen Rebellen unter Hugh O’Neill, 2. Earl of Tyrone.
- 14. bis 24. Juni: Die Belagerung von Groenlo durch niederländische Truppen unter dem Befehl von Moritz von Oranien während des Achtzigjährigen Krieges endet mit der Ankunft eines spanischen Entsatzheeres unter Cristóbal de Mondragón.
- Reute oder Reütti wird erstmals urkundlich erwähnt.

#### Osmanisches Reich
- 16. Januar: Nach dem Tod Murads III. folgt Mehmed III. als Sultan des Osmanischen Reichs. Um Thronstreitigkeiten zu vermeiden, lässt er nach osmanischer Tradition seine 19 jüngeren Brüder ermorden.

#### Entdeckungsreisen
- 22. März: Sir Walter Raleigh entdeckt auf Trinidad den La Brea Pitch Lake.
- 21. Juli: Alvaro de Mendaña de Neyra entdeckt die Marquesas-Inseln im Pazifik.

### Wirtschaft
Die erste Fleute, ein Handelsschiff mit besonders großem Frachtraum, läuft in den Niederlanden in der Stadt Hoorn vom Stapel. Das Erscheinen des Schiffstyps der Fleute löst eine Revolution in der Schifffahrt und im Schiffbau aus und hat nachhaltige ökonomische Folgen in ganz Europa.

### Wissenschaft und Technik
Eine Flotte von vier Schiffen segelt unter dem Kommando von Cornelis de Houtman über Madagaskar nach Ostasien, die erste niederländische Ostindien-Expedition. Pieter Dirkszoon Keyser ist Navigator auf einem dieser Schiffe. Er ist von dem Kartografen Petrus Plancius beauftragt worden, Beobachtungen des tiefen Südhimmels vorzunehmen, da den Europäern über die Sterne dieser Regionen noch keine verlässlichen Daten vorliegen. Von den 249 Teilnehmern kehren bis 1597 nur 87 lebend zurück.
- Jesuiten gründen in Cebu auf den Philippinen das Colegio de San Ildefonso.
- Das Ratsgymnasium Osnabrück wird eingeweiht.

### Kultur

#### Bildende Kunst

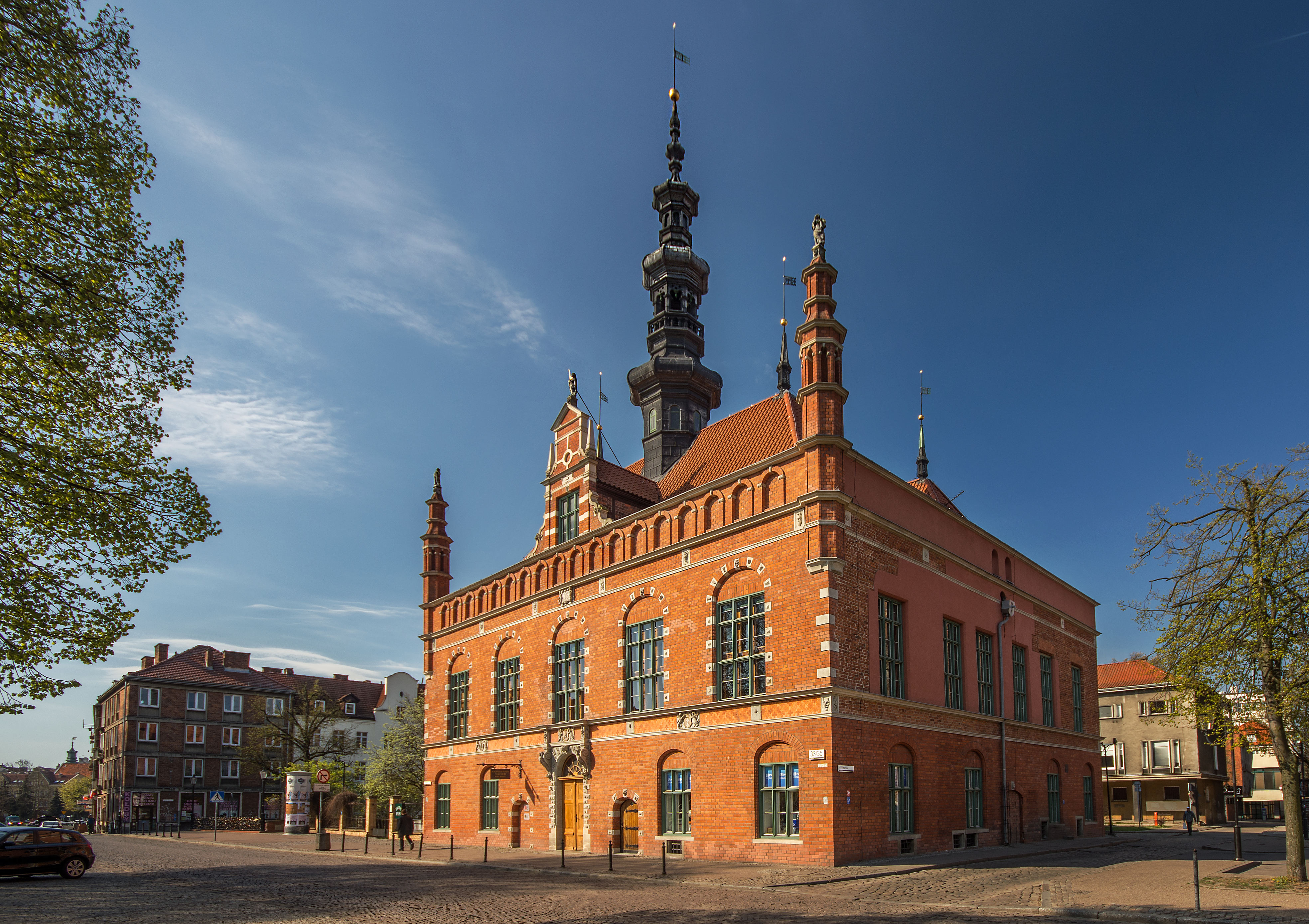
Das Altstädtische Rathaus

- Der Architekt Anton van Obberghen errichtet das Altstädtische Rathaus in der Altstadt von Danzig.
- um 1595: Das Nordertor in Flensburg wird errichtet.
- um 1594/1595: Michelangelo Merisi da Caravaggio malt eines seiner frühen Meisterwerke: Ruhe auf der Flucht nach Ägypten.

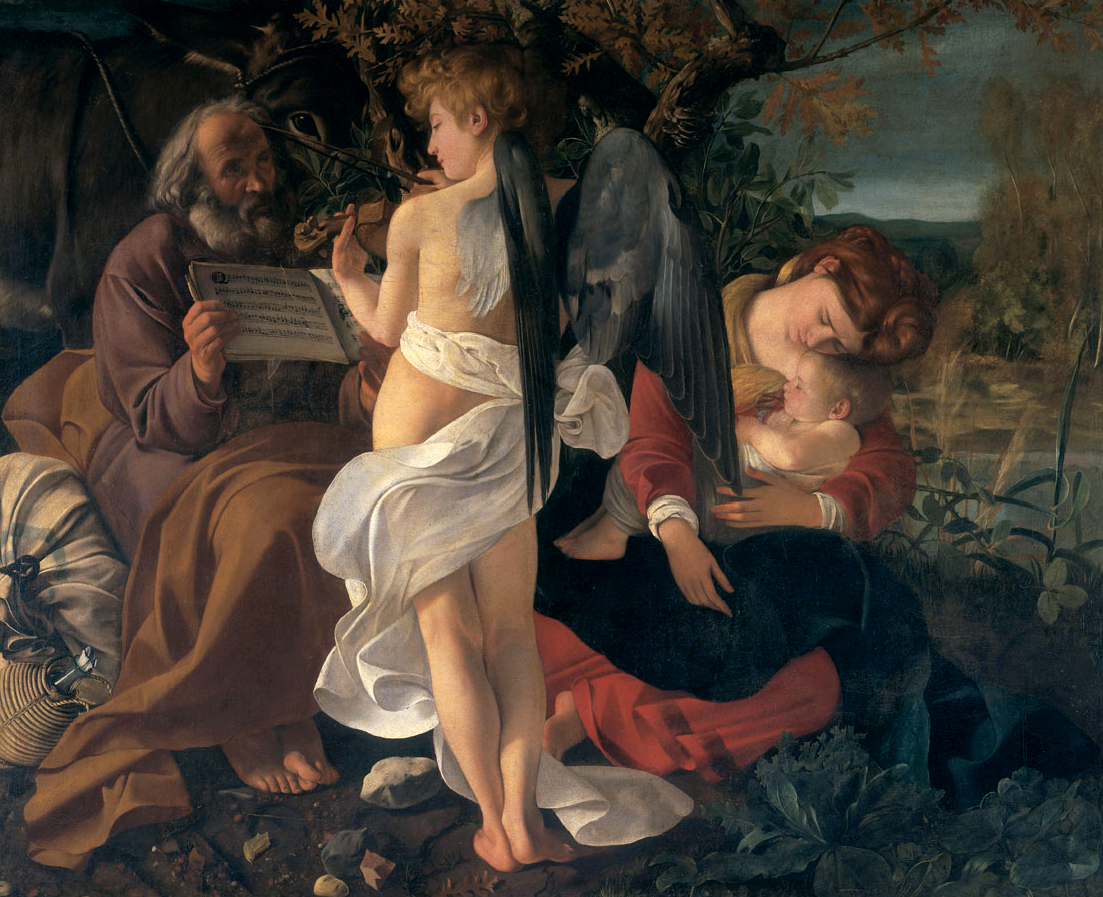
Die Ruhe auf der Flucht nach Ägypten (ca. 1595)

#### Literatur

Titelseite Fassgedicht 1595

### Gesellschaft
- Der vom persischen Schah Abbas I. südwestlich seiner künftigen Hauptstadt Isfahan in Auftrag gegebene Prachtplatz Naqsch-e Dschahān wird nach fünfjähriger Bauzeit fertiggestellt.
- 1595/1596: Mit dem Rasphuis wird in Amsterdam das erste Zuchthaus für Männer eingerichtet.

### Katastrophen
- Schwere Hochwasser in vielen deutschen Städten

## Historische Karten und Ansichten

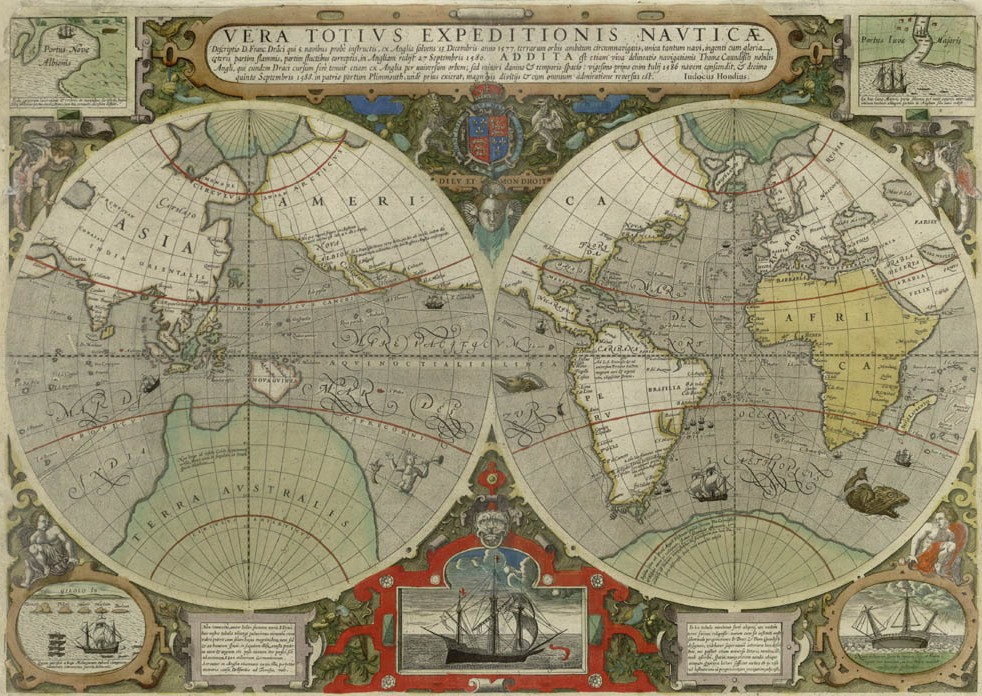
Weltkarte von Jodocus Hondius 1595 mit Drakes Weltreise

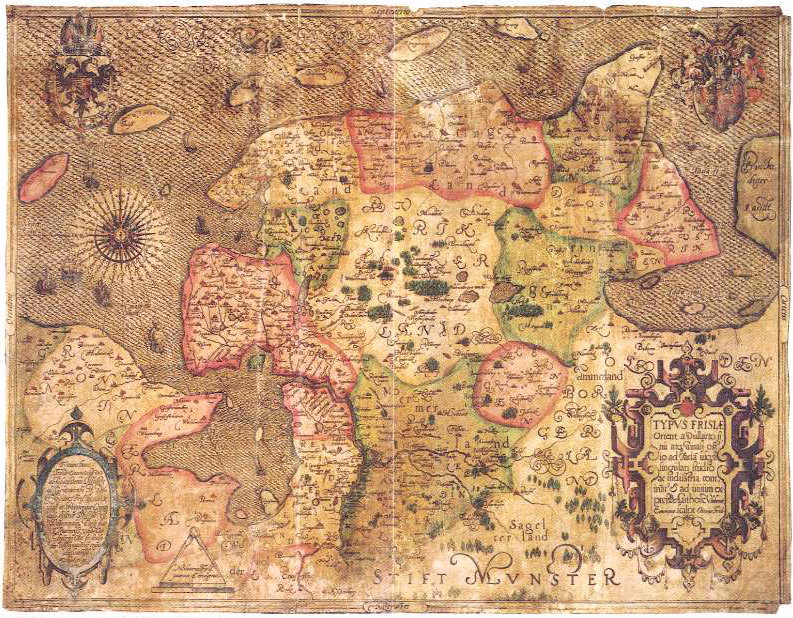
Ubbo Emmius:
Karte von Ostfriesland 1595

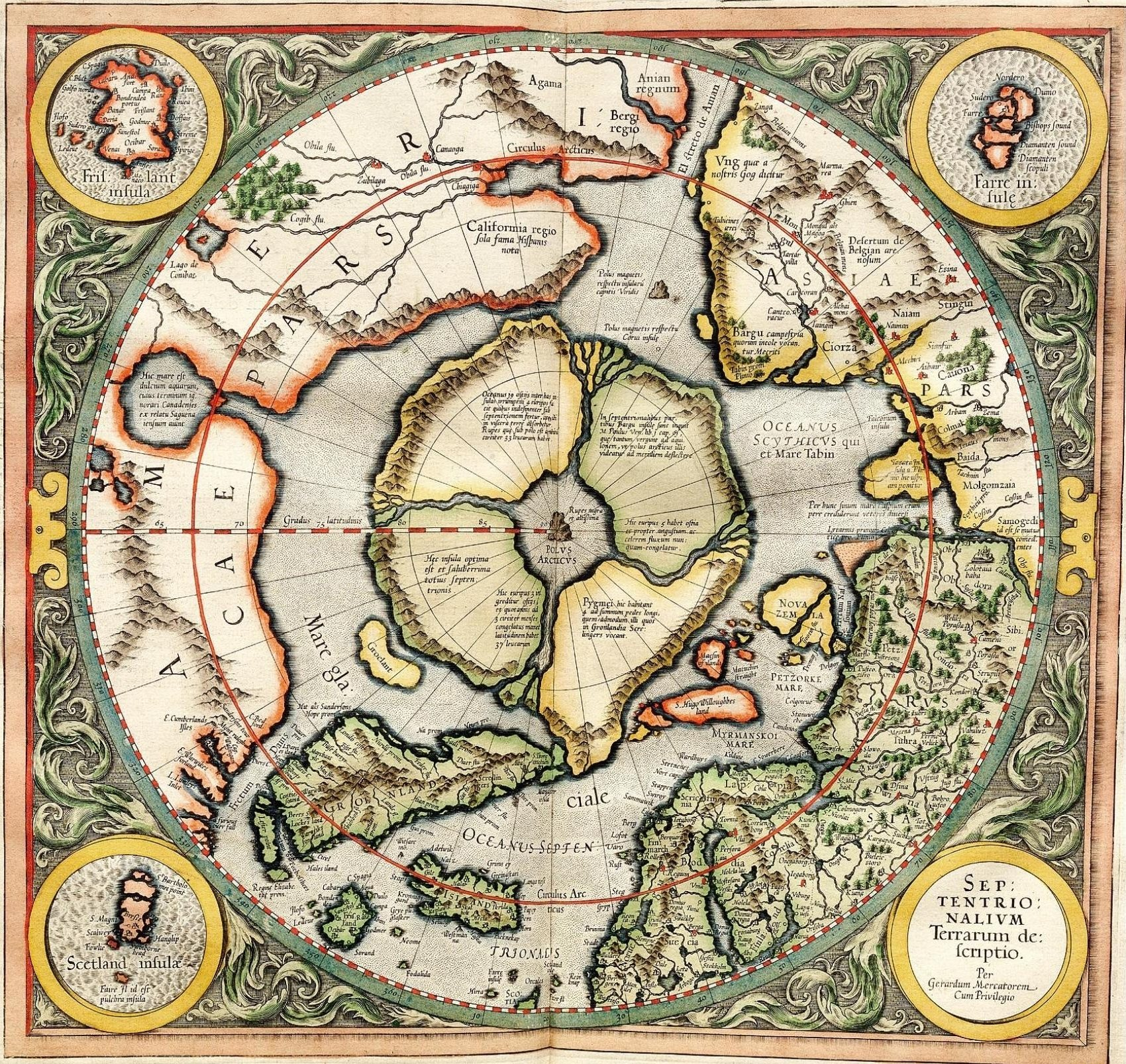
Gerhard Mercator: Karte des Nordpols 1595, postum herausgegeben, Teil des Atlas sive cosmographicae meditationes de fabrica mundi et fabricati figura

## Geboren

### Erstes Halbjahr
- 07. Januar: Elisabeth Beling, deutsche Stifterin († 1679)
- 26. Januar: Antonio Maria Abbatini, italienischer Komponist († 1679)
- 01. Februar: Georg Rudolf, Herzog von Liegnitz und Wohlau († 1653)
- 18. Februar: Johann Böhme, deutscher Bildhauer († 1667)
- 01. März: Menno Hanneken, deutscher lutherischer Theologe († 1671)
- 06. April: Henri II. d’Orléans-Longueville, Pair und Großkammerherr von Frankreich, Herzog von Longueville und souveräner Fürst von Neuchâtel († 1663)
- 14. April: Hempo von dem Knesebeck, Mitglied der „Fruchtbringenden Gesellschaft“ († 1656)
- 17. April: Willem Cornelisz Backer, Bürgermeister und Regent von Amsterdam († 1652)
- 24. April: Georg Szelepcsényi, Erzbischof von Gran und Vertreter der Gegenreformation († 1685)
- 30. April: Henri II. de Montmorency, französischer Heerführer, Großadmiral, Marschall, Vizekönig und Gouverneur († 1632)
- 27. Mai: Benedikt Carpzov, Kriminalist und Hexentheoretiker († 1666)
- 16. Mai: Georg Friedrich II., Graf zu Hohenlohe-Waldenburg-Schillingsfürst († 1635)
- 09. Juni: Władysław IV. Wasa, polnischer König, de facto Zar von Russland († 1648)

### Zweites Halbjahr
- 31. Juli: Graf Philipp Wolfgang von Hanau-Lichtenberg, Graf von Hanau-Lichtenberg († 1641)
- 28. August: Hans Ulrich von Schaffgotsch, kaiserlicher General im Dreißigjährigen Krieg († 1635)
- 10. September: Dam Vitzthum von Eckstedt, kursächsischer Generalmajor († 1638)
- 18. Oktober: Lucas van Uden, flämischer Maler und Radierer († 1672)
- 18. Oktober: Edward Winslow, englischer Kolonist und Gouverneur der Plymouth Colony († 1655)
- 30. Oktober: Johann Ludwig von Erlach, Schweizer Söldnerführer († 1650)
- 13. November: Georg Wilhelm, Kurfürst von Brandenburg († 1640)
- 25. November: Johann Praetorius, deutscher Komponist und Organist († 1660)
- 25. November: Johann Konrad Varnbüler, württembergischer Diplomat († 1657)
- 30. November: Friedrich Buchmann, Schweizer Bürgermeister († 1670)
- 04. Dezember: Jean Chapelain, französischer Schriftsteller († 1674)
- 07. Dezember: Injo, 16. König der Joseon-Dynastie in Korea († 1649)
- 11. Dezember: Kaspar Ebel, deutscher Pädagoge, Logiker und Metaphysiker († 1664)
- 15. Dezember: Jerzy Ossoliński, polnisch-litauischer Staatsmann († 1650)

### Genaues Geburtsdatum unbekannt
- William Blaxton, früher europäischer Siedler in Neuengland († 1675)

### Geboren um 1595
- John Felton, englischer Puritaner († 1628)

## Gestorben

### Todesdatum gesichert
- 02. Januar: Barbara von Brandenburg, Herzogin von Brieg (* 1527)
- 11. Januar: Jacob Runge, deutscher lutherischer Theologe und Reformator (* 1527)
- 13. Januar: Ercole Procaccini der Ältere, italienischer Maler  (* 1520)
- 16. Januar: Murad III., Sultan des Osmanischen Reiches (* 1546)
- 24. Januar: Ferdinand II., gefürsteter Graf von Tirol (* 1529)
- 15. März: Vincenzo Gaggini, sizilianischer Bildhauer (* 1527)
- 17. März: Gamō Ujisato, japanischer Militärbefehlshaber (* 1556)

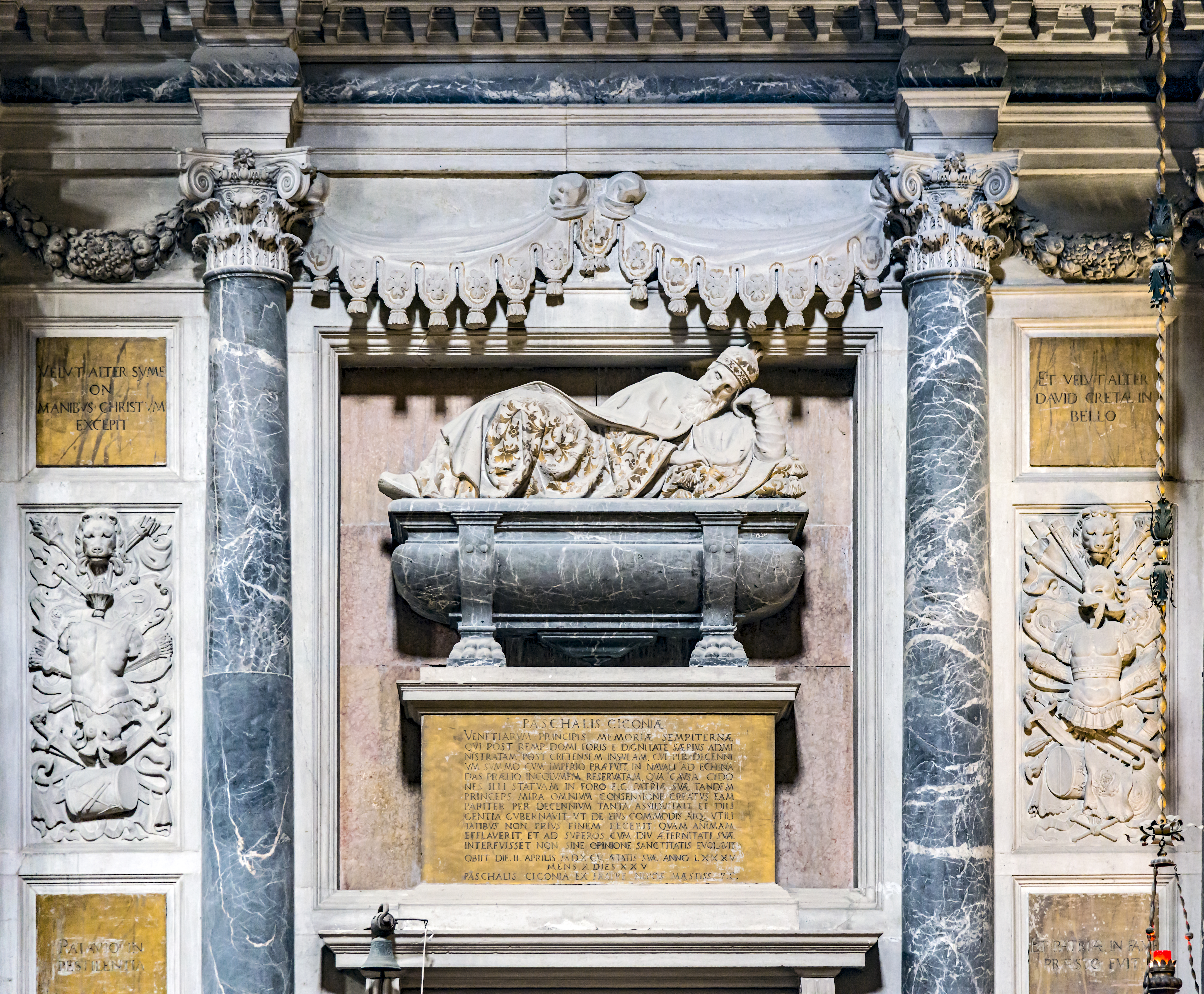
Das Grab Pasquale Cicognas

- 02. April: Pasquale Cicogna, 88. Doge von Venedig (* 1509)

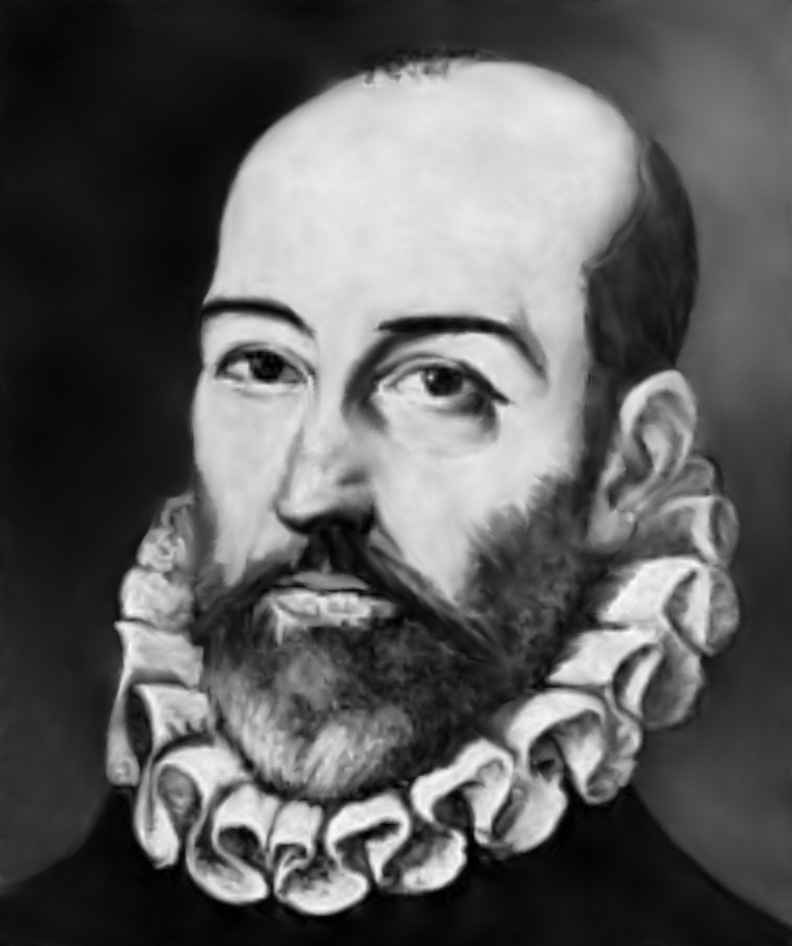
Torquato Tasso

- 25. April: Torquato Tasso, italienischer Dichter (* 1544)
- 29. April: Henri I. d’Orléans-Longueville, Pair und Großkammerherr von Frankreich, Herzog von Longueville (* 1568)

- 04. Mai: Hugues Loubenx de Verdale, Großmeister des Malteserordens und römisch-katholischer Kardinal (* 1531)
- 09. Mai: Johann Friedrich II. der Mittlere, Herzog von Sachsen (* 1529)
- 21. Mai: Johann IX. von Haugwitz, Bischof von Meißen (* 1524)
- 25. Mai: Valens Acidalius, deutscher Humanist (* 1567)
- 26. Mai: Philipp Neri, römischer Heiliger, Gründer des Oratoriums (* 1515)

- 20. Juni: Magnus Gustavsson Wasa, schwedischer Prinz und Herzog von Östergötland (* 1542)
- 25. Juni: William Aubrey, walisischer Rechtsgelehrter (* um 1529)
- 26. Juni: Hermann Hamelmann, lutherischer Theologe und Historiker (* 1526)
- 26. Juli: Augustin Cranach, deutscher Maler (* 1554)
- 31. Juli: Hartwig Schmidenstet, deutscher Rhetoriker (* 1539)

- 11. August: Georg von Schönenberg, Bischof von Worms (* 1530)
- 13. August: Charles-Emmanuel de Savoie-Nemours, Herzog von Genf und Nemours (* 1567)
- 24. August: Karl von Mansfeld, Militär in spanischen, französischen und kaiserlichen Diensten (* 1543)

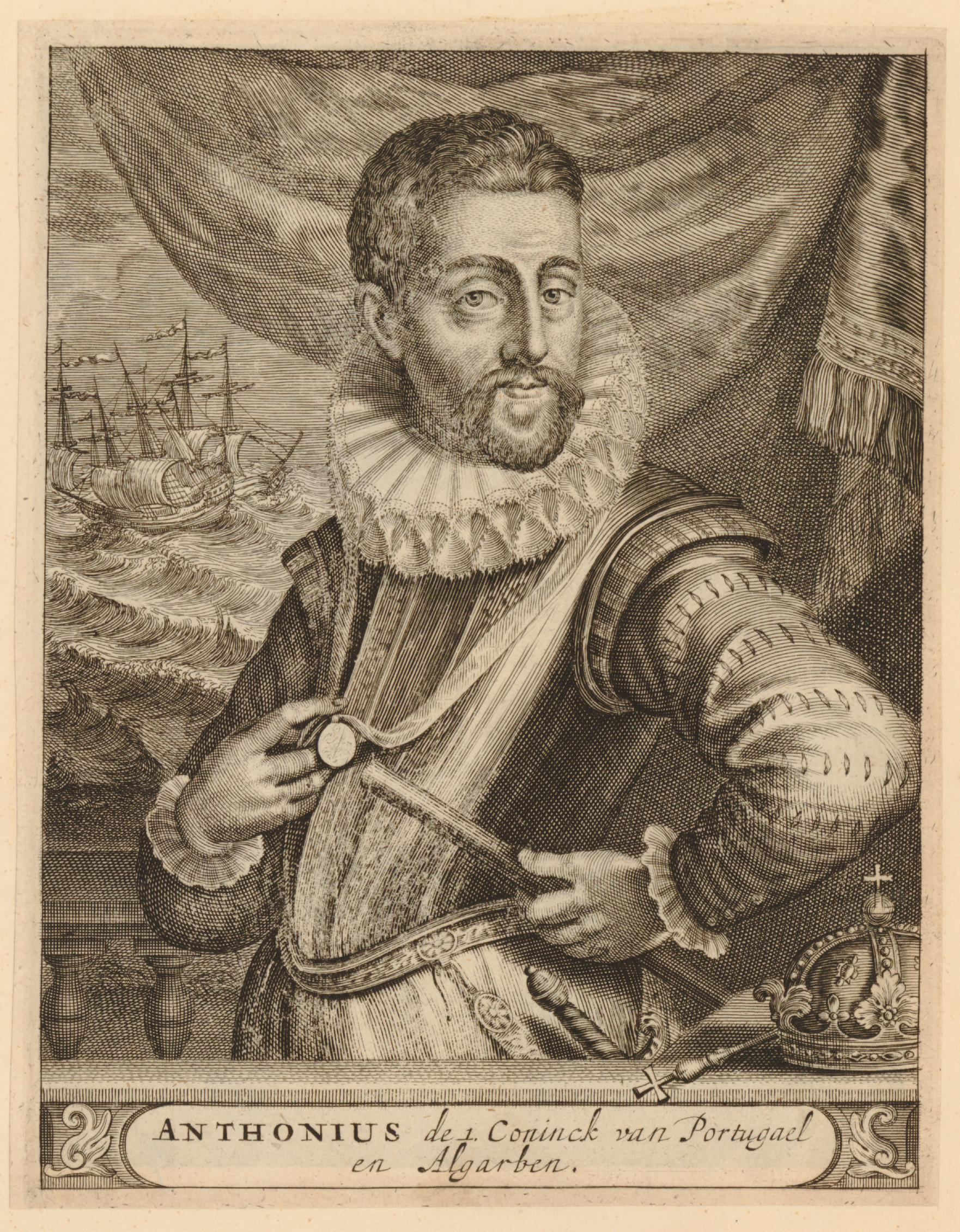
António von Crato

- 26. August: António von Crato, portugiesischer Adliger, der sich 1580 selbst zum König von Portugal ausrief (* 1531)

- 01. September: Elisabeth Magdalene, Markgräfin von Brandenburg und Herzogin von Braunschweig-Lüneburg (* 1537)
- 03. September: Philipp von Nassau, niederländischer Militär (* 1566)
- 13. September: Josyne van Beethoven, Opfer der Hexenverfolgung in Brüssel (* ca. 1540)
- 22. September: Francisco Verdugo, spanischer Marschall und Admiral, Statthalter der Spanischen Niederlande (* 1537)

- 17. Oktober: Sebastian Grübel, Schweizer Lehrer und Theaterregisseur (* 1528)
- 18. Oktober: Alvaro de Mendaña de Neyra, spanischer Entdecker und Seefahrer (* 1541)
- 23. Oktober: Luigi Gonzaga, Herzog von Nevers und Herzog von Rethel (* 1539)

- 11. November: Lambert Daneau, französisch-schweizerischer Geistlicher und Hochschullehrer (* um 1530)
- 12. November: John Hawkins, englischer Seefahrer (* 1532)
- 23. November: Clara von Braunschweig-Wolfenbüttel, Äbtissin des Kaiserlich freien weltlichen Reichsstifts von Gandersheim und Herzogin von Braunschweig-Grubenhagen (* 1532)

- 04. Dezember: William Whitaker, englischer reformierter Theologe und Professor (* 1548)
- 11. Dezember: Philippe III. de Croÿ, Führer des römisch-katholischen Adels in den Spanischen Niederlanden (* 1526)

### Genaues Todesdatum unbekannt
- Simone Gatto, italienischer Kapellmeister und Komponist (* 1545)
- Jeremias II., Patriarch von Konstantinopel (* 1536)